# Leptogaster setifer
Leptogaster setifer là một loài ruồi trong họ Asilidae. Leptogaster setifer được Frey miêu tả năm 1937.